# Antonio Luis Baena Tocón
Antonio Luis Baena Tocón (1915-1998) fou un militar i funcionari espanyol que, en els anys posteriors a la Guerra civil espanyola, formà part de diversos tribunals militars de la dictadura de Francisco Franco, destacant especialment la seva participació en el tribunal que condemnà a mort al poeta Miguel Hernández l'any 1940.

## Trajectòria
Entre 1939 i 1943, amb la graduació d'alferes, fou destinat al Jutjat Especial de Premsa, encarregat de perseguir i depurar a aquelles persones que haguessin escrit en mitjans de comunicació durant la Segona República Espanyola. A les ordres del jutge instructor Manuel Martínez Gargallo s'encarregà d'investigar l'Hemeroteca Municipal de Madrid, anotant els noms d'escriptors i periodistes, juntament amb comentaris sobre el caràcter dels presumptes delictes que haurien comès a les seves peces literàries.
A més, fou membre de diversos consells de guerra relacionats amb el Jutjat Especial de Premsa, destacant l'instruït contra el poeta Miguel Hernández, condemnat a mort al març de 1940 –la pena fou posteriorment commutada per 30 anys de presó–. Baena Tocón figurà com a secretari del mateix, malgrat no tenir la titulació necessària per a la funció després d'haver aprovat tan sols unes poques assignatures de Dret.
Al juny de 1966 fou nomenat interventor de l'Ajuntament de Còrdova, càrrec que exercí fins a la seva jubilació. Anteriorment fou habilitat com a vice-interventor de la Diputació Provincial de Còrdova. Ambdues places, com era normal durant la dictadura, foren atorgades en virtut dels seus mèrits al servei del règim.

## Polèmica
Al juny de 2019 la Universitat d'Alacant, a sol·licitud del seu fill, esborrà dels seus arxius digitals tota referència a la participació de Baena Tocón al judici contra Miguel Hernández, amb l'objectiu que el seu nom no fos vinculat amb la condemna i la mort del poeta alacantí. Ràpidament, es generà un efecte Streisand, que convertí a Baena Tocón en un personatge d'actualitat mediàtica, frustrant els desitjos del seu fill. Un mes més tard, la pròpia universitat rectificà i anul·là l'esborrat dels seus cercadors després de considerar que les funcions del biografiat «eren d'interès públic» així com la crítica generada contra la seva primera decisió tant en l'àmbit mediàtic com acadèmic. Al mateix temps, el seu fill sol·licità a l'Agència Espanyola de Protecció de Dades (AEPD) la retirada de nombrosos enllaços sobre Baena Tocón que es podien trobar a l'hora d'utilitzar el motor de cerca Google, sol·licitud que fou rebutjada per l'AEPD.
Al setembre de 2021, una resolució del Jutjat contenciós administratiu número 3 d'Alacant va considerar «ajustada a dret la negativa de la Universitat d'Alacant a eliminar dels seus cercadors d'Internet el nom del secretari del jutjat que va instruir el procediment sumaríssim contra el poeta oriolà Miguel Hernández», amb la qual cosa es desestimava el recurs presentat pel seu fill contra la resolució dictada el 29 de juliol de 2019 pel rector de l'esmentada universitat.
Finalment, l'agost del 2022, l'Audiència Nacional espanyola va desestimar el recurs que va presentar el seu fill contra Google perquè suprimís un cert nombre d'enllaços a diverses pàgines webs que informaven sobre la participació de Baena al judici que va condemnar a mort Miguel Hernández. Aquest alt tribunal considera que les webs estan emparades per la llibertat d'informació i d'expressió, per la qual cosa no n'escau la supressió. A més, considera que no hi ha hagut vulneració de drets per part de l'AEPD i tampoc considera pertinent obrir un procediment sancionador a Google.